# Pekmezci (Kozan)
Pekmezci ist ein Ortsteil (Mahalle) im Landkreis Kozan der türkischen Provinz Adana mit 441 Einwohnern (Stand: Ende 2024). Im Jahr 2011 zählte Pekmezci 637 Einwohner.